# ليفي بورتر
ليفي بورتر (بالإنجليزية: Levi Porter)‏ (6 أبريل 1987 بليستر في المملكة المتحدة - ) هو لاعب كرة قدم بريطاني في مركز الوسط. شارك مع منتخب إنجلترا تحت 16 سنة لكرة القدم ومنتخب إنجلترا تحت 17 سنة لكرة القدم. أما مع النوادي، فقد لعب مع ليستر سيتي وHiston F.C. ‏ ونادي مانسفيلد تاون وهنكلي يونايتد ‏ وBlaby & Whetstone Athletic F.C. ‏ وشبشيد دينامو ‏ وGNG Oadby Town F.C. ‏.

## وصلات خارجية
- ليفي بورتر على موقع قاعدة بيانات كرة القدم.إي يو (الإنجليزية)
- ليفي بورتر على موقع Soccerbase.com (لاعب) (الإنجليزية)